# 吉津正
吉津 正（よしづ ただし、1937年（昭和12年）6月12日 - 1984年（昭和59年）9月24日）は、テレビ朝日のプロデューサー。中国生まれ。

## 来歴・人物
1958年（昭和33年）早稲田大学演劇科を卒業後、東映に入社。卒業論文のテーマは「映画とテレビの共存共栄」。当時の東映社長大川博に、「君、これからはテレビの時代になるよ」と言われたことが忘れられないと語る。
1963年（昭和38年）日本教育テレビに出向する（のち移籍）。しかし、結核を患い、1年間の闘病を余儀なくされる。サラリーマンにとって、病気はマイナス。特に体が資本といわれるテレビ業界では、大きな病気というのは致命的でもある。吉津の場合も結核の治療期間が、彼にある種の挫折感を与えたのは確かだった。同じ東映からきた先輩の辻井博（テレビ朝日専務を経て新日本プロレス会長）が相当に吉津の面倒を見たという。カムバック後、『アフタヌーンショー』で事件ものの取材を手掛け、プロデューサーとしての幅を広げた。
1979年（昭和54年）、1時間半の枠でスタートした『土曜ワイド劇場』が30分拡大で2時間枠となり、その要員として配属となる。土曜の夜9時、各局がしのぎをけずるこの時間帯を、中・高生向きの『Gメン75』（TBS系）、ご家族向けの『池中玄太80キロ』（日本テレビ系）、男性向けの『ゴールデン洋画劇場』（フジテレビ系）、老人向けの『大江戸捜査網』（テレビ東京系）と分析した吉津は、ヤングミセスとインテリ亭主に狙いを定めて土曜ワイド劇場の作品を作った。同年6月30日の放送でテレビ大賞、ギャラクシー賞、芸術祭奨励賞のテレビ界の三冠王に輝き、視聴率26%を上げた『戦後最大の誘拐』は、吉展ちゃん事件を素材にしたものだったが、これはニュースショーの取材体験が生かされた。
その後、土曜ワイド劇場から『月曜ワイド劇場』の担当に移動した。この番組は"2時間戦争"のアンカーとして、登場したが、この時間帯はどちらかといえば、テレビ朝日にとって、鬼門、不毛の時間帯だった。吉津は、言わばピンチに立たされた投手に代わるリリーフ投手といった役回りだったが、気負うことなく、新しい時間帯の新しい企画の秘策を持って、制作プロダクションと打ち合わせを重ねた。
1984年9月24日、結腸がんで死去。47歳没。

## 代表作
- 『風来物語』
- 『今井正アワー』
- 『おせん捕物帳』
- 『七つの顔の男』
- 『ザ・カゲスター』
- 『5年3組魔法組』
- 『プロレスの星 アステカイザー』
- 『敬礼!さわやかさん』
- 『鉄道公安36号』
- 『破れ傘刀舟悪人狩り』（後期プロデューサー）